# Studeno bucze
Studeno bucze (bułg. Студено буче) – wieś w Bułgarii, w obwodzie Montana, w gminie Montana. Według danych szacunkowych Ujednoliconego Systemu Ewidencji Ludności oraz Usług Administracyjnych dla Ludności, 15 września 2023 roku miejscowość liczyła 556 mieszkańców.
We wsi funkcjonuje czitaliszte Izgrew oraz szkoła podstawowa św. Cyryla i Metodego, poza tym na terenie wsi znajdują się licznie jaskinie.